# 士蔑報
《士蔑報》，又译作《香港電訊報》、《士蔑新闻》、《士蔑西报》、《士蔑西報》，创刊于1881年6月15日，是香港20世纪初三大英文报纸之一，是香港第一家由美国人创办的报纸。

## 发展历史
《士蔑报》由美籍猶太裔牙醫约瑟夫·惠特西·诺贝尔（Joseph Whittlesey Noble）出资创办，该报于1881年6月15日在威灵顿街的办公室首次以下午报的形式首发，罗伯特·弗雷泽·史密斯（Robert Frazer Smith）担任主编，史密斯曾是黄埔船坞的簿记员，以“在报刊上无畏地表达自己的观点”而闻名。报纸中文名“士蔑”取"Smith"谐音，故华人多称该报为《士蔑西报》或者《士蔑报》。
《士蔑報》的办报方针是亲香港总督轩尼诗，反对其继任者宝云。相对而言，该报纸比较同情香港华人。因批评港督宝云，该报多次以“诽谤罪”被罚款。作为该报的主编，史密斯多次被控诽谤。例如，1882年7月，他因“诽谤”演员丹尼尔·班德曼（Daniel E. Bandmann）而被首席法官乔治·菲利波（George Phillippo）定罪，并被判处两个月监禁。史密斯任主笔直至1895年逝世。该报后被约翰·约瑟夫·弗朗西斯（John Joseph Francis）收购，1900年，切斯尼·邓肯（Chesney Duncan，1854年-1935年）成为该报编辑，并担任这一职务数年。邓肯力挺當時清朝的革命意識，曾與《德臣西報》的編輯參與起草興中會對外國列強的宣言書的英文版。
他离职后为《每日邮报》报道义和团事件。他后来为《海峡回声报》（Straits Echo，又译作《亦果西报》）、《槟城公报》（Penang gazette）和《马来亚时报》（Times of Malaya）工作。 随后，埃斯伯特·福布斯·斯凯特利（Ethelbert Forbes Skertchley）成为编辑。
1916年，《士蔑报》被南华早报有限公司（South China Morning Post, Ltd.）收购，该公司还出版了另一份香港英文报纸《南华早报》。1951年4月1日，《士蔑报》正式停刊。